# Bagazja
Bagazja, bagaia – tkanina bawełniana lub jedwabna, o wątku i osnowie w innych kolorach.
W Polsce tkana rzadkim splotem płóciennym, a na Węgrzech tkana bardzo gęsto. Dość popularna i niedroga, używana na chusteczki, suknie oraz kamizelki.